# Dul'durginsky (huyện)
Huyện Dul'durginsky (tiếng Nga: ? райо́н) là một huyện hành chính tự quản (raion), của Vùng Zabaykalsky, Nga. Huyện có diện tích 6913 km², dân số thời điểm ngày 1 tháng 1 năm 2000 là 16900 người. Trung tâm của huyện đóng ở Dul'derga.